# Odznaczenie

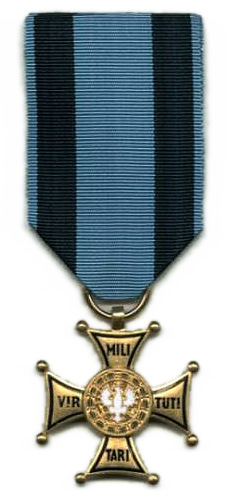
Virtuti Militari, najwyższe polskie odznaczenie wojenne

Odznaczenie – honorowe wyróżnienie o określonym znaku nadawane za szczególne zasługi lub wybitne osiągnięcia w różnych dziedzinach pracy zawodowej lub społecznej, za akty odwagi i poświęcenia, w celu upamiętnienia wydarzeń, udziału w wojnie itp.
Odznaczenia dzielą się na ogół na: ordery, krzyże, medale, gwiazdy i odznaki.
Najwyższym odznaczeniem jest zazwyczaj order, najniższym odznaka. Od tej reguły są wyjątki, zwykle w krajach nieposiadających orderów z różnych względów tradycyjnych, np. Szwajcaria ze względu na tradycję egalitaryzmu, Izrael ze względu na zakonne pochodzenie orderów lub wartości republikańskie jak Stany Zjednoczone Ameryki. W tych państwach najwyższymi odznaczeniami są medale (np. Prezydencki Medal Wolności).
Odznaczenia mogą być nadawane przez władze państwowe (zob. odznaczenie państwowe) lub inne organy, organizacje lub instytucje (np. polskie odznaczenia ministerialne). Istnieją także odznaczenia kościelne i prywatne, nadawane przez osoby fizyczne lub stowarzyszenia.